# Thurso (Québec)
Pour les articles homonymes, voir Thurso.
Thurso est une ville du Québec (Canada), située dans la municipalité régionale de comté (MRC) de Papineau dans la région administrative de l'Outaouais. Elle fait partie de la région de la capitale nationale du Canada. Elle est née pour l'exploitation d'une papetière, la Thurso Pulp and Paper.

## Toponymie
« En 1807, un groupe d'Écossais s'installent dans la partie sud de la vallée de la rivière Blanche, dans le canton dénommé à l'époque Lochaber Gore. Ils étaient originaires de Thurso en Écosse, dans les Highlands, près de Lochaber, de Gore et d'autres régions du nord de l'Écosse. [...] En conséquence, la municipalité de village créée en 1886 a reçu le nom de Thurso, attribué à une ville du nord de l'Écosse, conservé lors de la modification de son statut en celui de ville en 1963 ».

## Histoire

### Chronologie
- 1886 : La municipalité de village de Thurso a été constituée d'un détachement de la municipalité de canton de Lochaber.
- 1963 : Elle change son statut pour Ville de Thurso.
- 1983 Notre-Dame-de-la-Paix est incluse dans la municipalité régionale de comté de Papineau qui remplace le comté de Papineau.
- 2004 : Thurso a annexé une partie de Lochaber.

## Géographie
Thurso est à 48 km au nord-est de Gatineau, à 165 km à l'ouest de Montréal, à 10 km à l'ouest de Plaisance, sur la rive nord de la rivière des Outaouais, près de l'embouchure de la rivière Blanche.
Elle est accessible via l'autoroute 50, la route 148 et la route 317.

### Hydrographie
La seule entité hydrographique de Thurso est le marais de Thurso(d), considéré comme un milieu humide.

## Démographie
| 1991  | 1996  | 2001  | 2006  | 2011  | 2016  | 2021  |
| ----- | ----- | ----- | ----- | ----- | ----- | ----- |
| 2 507 | 2 498 | 2 446 | 2 299 | 2 455 | 2 818 | 3 084 |

## Administration
Les élections municipales se font en bloc pour le maire et les six conseillers.
| Thurso Maires depuis 2002                                                                                            |                |         |          |
| Élection | Maire          | Qualité | Résultat |
| 2002 | Desmond Murphy |         | Voir     |
| 2005 | Maurice Boivin |         | Voir     |
| 2009 | Maurice Boivin | Voir    |          |
| 2013 | Benoit Lauzon  |         | Voir     |
| 2017 | Benoit Lauzon  | Voir    |          |
| 2021 | Benoit Lauzon  | Voir    |          |
| Élection partielle en italique Depuis 2005, les élections sont simultanées dans toutes les municipalités québécoises |                |         |          |

## Économie

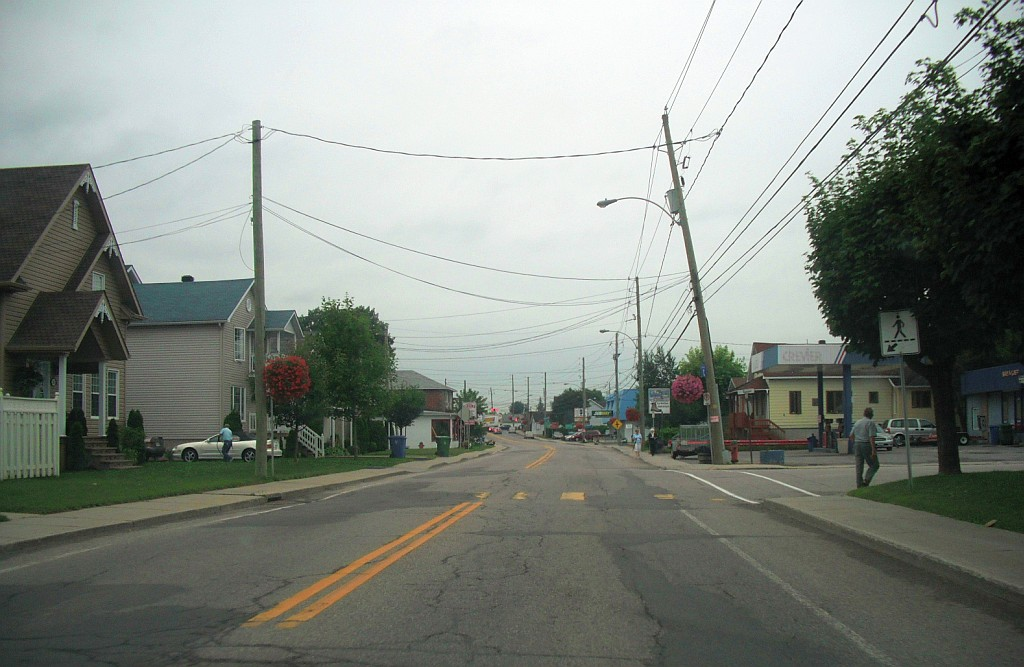
Vue sur la rue Victoria,
secteur urbain de Thurso

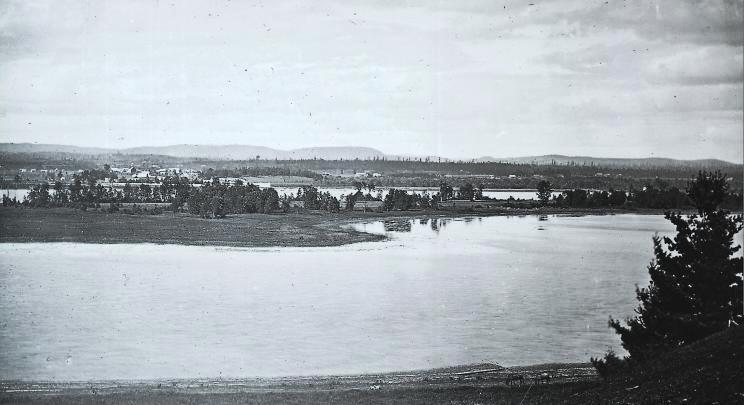
Thurso, rivière des Outaouais, 1870

Thurso est connue pour les émanations malodorantes de ses moulins à papier, lesquelles proviennent du brûlage des résidus chimiques de la production de la pâte à papier. Les Papiers Frasers emploient 335 personnes à Thurso qui produisent 250 000 tonnes de pâte à papier. Cependant, la compagnie a connu des difficultés financières et a arrêté ses activités temporairement en 2006 et pour une période de huit semaines en 2009. Elle fut alors achetée par la Fortress Paper.
Le moulin à scie Lauzon est un autre important employeur pour la communauté, mais ses édifices furent détruits par un incendie le 8 mars 2007, mettant temporairement 100 travailleurs au chômage. Toutefois, la production reprit rapidement après l’événement.

## Culture locale et patrimoine

### Personnalité
Guy Lafleur (1951-2022), joueur de hockey sur glace de l'équipe des Canadiens de Montréal, y est né. L'aréna de la ville a été nommé en son honneur en 1990. Une statue en son honneur est présente devant l'Hôtel-de-ville nommée une place Guy-Lafleur. Le 4 mai 2023, Thurso est le site de la cérémonie officielle qui nomme l'autoroute 50 en l'honneur de Lafleur.

### Héraldique
| Concordia et fidelitas |
| ---------------------- |

| L'écu de Thurso se blasonne ainsi : De gueules à trois fasces d'or, au lion d'argent brochant sur le tout. |